# Sam Groth
Samuel 'Sam' Groth (Narrandera, 19 de outubro de 1987) é um tenista profissional australiano. Sua profissionalização aconteceu no ano de 2006.
Em maio de 2014, quando era apenas o n° 340 do ranking mundial e ainda desconhecido no circuito, conseguiu a façanha de acertar o saque mais rápido já registrado pelo sistema de 
medição da ATP ao cravar um ace a 263 km/hora durante um jogo do Challenger de Busan, na Coreia do Sul. Nessa mesma partida, Groth ainda acertou mais dois saques fulminantes, um a 253,5 km/h e outro a 255,7 km/h, todos acima do antigo recorde que era de 251 km/hora e pertencia ao croata Ivo Karlovic.

## ATP finais

### Duplas: 4 (1 título, 3 vices)
| Legenda                           |
| --------------------------------- |
| Grand Slam (0–0)                  |
| ATP Finals (0–0)                  |
| ATP World Tour Masters 1000 (0–0) |
| ATP World Tour 500 Series (0–1)   |
| ATP World Tour 250 Series (1–2)   |

| Posição | N. | Data             | Torneio                               | Piso     | Parceiro       | Oponentes                               | Placar                     |
| ------- | -- | ---------------- | ------------------------------------- | -------- | -------------- | --------------------------------------- | -------------------------- |
| Campeão | 1. | 20 Julho 2014    | Claro Open Colombia, Bogotá, Colômbia | Duro     | Chris Guccione | Nicolás Barrientos Juan Sebastián Cabal | 7–6(7–5), 6–7(3–7), [11–9] |
| Vice    | 1. | 3 Agosto 2014    | Citi Open, Washington DC., EUA        | Duro     | Leander Paes   | Jean-Julien Rojer Horia Tecău           | 5–7, 4–6                   |
| Vice    | 2. | 27 Setembro 2014 | Shenzhen Open, Shenzhen, China        | Duro     | Chris Guccione | Jean-Julien Rojer Horia Tecău           | 4–6, 6–7(4–7)              |
| Vice    | 4. | 19 Outubro 2014  | Kremlin Cup, Moscou, Rússia           | Duro (i) | Chris Guccione | František Čermák Jiří Veselý            | 6–7(2–7), 5–7              |

## ATP Tour títulos
| Legenda                |
| ---------------------- |
| Grand Slam (0)         |
| Tennis Masters Cup (0) |
| ATP Masters Series (0) |
| ATP Tour (0)           |
| Challengers (2)        |
| Futures (7)            |

| N. | Data              | Torneio         | Piso         | Oponente            | Placar                  |
| -- | ----------------- | --------------- | ------------ | ------------------- | ----------------------- |
| 1. | 5 Abril 2009      | Mobile, Alabama | Duro         | Jesse Witten        | 6–2, 3–0 ret.           |
| 2. | 3 Outubro 2010    | Antalya         | Duro         | Radu Albot          | 6–3, 6–1                |
| 3. | 10 Outubro 2010   | Antalya         | Durto        | Artem Smirnov       | 6–4, 6–2                |
| 4. | 5 Dezembro 2010   | Bendigo         | Plexicushion | Benjamin Mitchell   | 7–6(9–7), 6–4           |
| 5. | 25 Março 2012     | Ipswich         | Saibro       | Jason Kubler        | 5–7, 6–3, 6–2           |
| 6. | 20 Maio 2012      | Daegu           | Duro         | Frederik Nielsen    | 6–7, 6–4, 6–1           |
| 7. | 24 Fevereiro 2013 | Mildura         | Grama        | James Lemke         | 6-1, 6-4                |
| 8. | 24 Março 2014     | Rimouski        | Duro         | Ante Pavić          | 7-6(7–3), 6-2           |
| 9. | 3 Maio 2015       | Santaizi        | Duro         | Konstantin Kravchuk | 6-7(5–7), 6-4, 7-6(7–3) |